# Lost at Seventeen
Lost at Seventeen другий студійний альбом американського рок-гурту Emily's Army (SWMRS), виданий 11 червня 2013, лейблами Rise Records та Adeline Records. Продюсером альбому став батько ударника гурту Джоуві Армстронга, Біллі Джо Армстронг.  Це останній альбом гурту під назвою «Emily's Army» після зміни назви на «Swimmers» наприкінці 2014, та згодом на «Swmrs» наприкінці 2015 Також це останній альбом для гітариста Тревіса Ньюмена та останній в якості басиста для Макса Беккера який змінив бас на гітару. Також це останній альбом виданий лейблами Adeline Records та Rise Records.

## Передісторія
Після виступів на Warped Tours 2011 та 2012,гурт повернувся до студії для запису їх другого альбому наприкінці 2012. Стиль музики практично незмінився від попереднього альбому Don't Be a Dick, але став трішки «легшим». Альбом має більше від поп-року чим від поп-панку, на відміну від першого альбому. Батько ударника гурту Джоуві Армстронга, Біллі Джо Армстронг суттєво вплинув на звучання альбому.

## Список композицій
| #     | Назва                       | Тривалість |
| ----- | --------------------------- | ---------- |
| 1.    | «Part Time Bum»             | 2:17       |
| 2.    | «Jamie»                     | 2:04       |
| 3.    | «Gübermensch»               | 3:18       |
| 4.    | «Avenue»                    | 2:52       |
| 5.    | «I Am The President»        | 3:03       |
| 6.    | «The Kids Just Wanna Dance» | 2:50       |
| 7.    | «Pathetic and in Love»      | 2:39       |
| 8.    | «On The Roof»               | 3:37       |
| 9.    | «The Rescuers»              | 4:04       |
| 10.   | «War»                       | 2:28       |
| 11.   | «Rain»                      | 3:17       |
| 12.   | «If Our Music Plays Again»  | 3:27       |
| 13.   | «18 Years»                  | 2:17       |
| 14.   | «Elephant»                  | 2:15       |
| 15.   | «Digital Drugs»             | 3:28       |
| 16.   | «Lost at 17»                | 3:14       |
| 45:27 |                             |            |

## Учасники запису
Credits for Lost at Seventeen adapted from liner notes.
Emily's Army
- Коул Беккер – вокал,  ритм-гітара
- Макс Беккер –  вокал, бас-гітара
- Джоуві Армстронг – ударні, перкусія, бек-вокал
- Тревіс Ньюмен  – ведуча гітара, бек-вокал

Студійні записи
- Біллі Джо Армстронг - продюсер
- Chris Dugan - інженеринг, xixing
- Lee Bothwick - інженеринг
- Себастіан Мюллер - саксофон